# Vibrationsdämpfer
Ein Vibrationsdämpfer, auch Schwingungsdämpfer genannt (engl.: Absorber), ist ein Bauteil, das die Bewegungen vibrierender Fahrzeuge, Geräte, Maschinen oder Sportgeräte dämpft.

## Automobilindustrie
In der Automobilindustrie dienen Vibrationsdämpfer zum Filtern unerwünschter Resonanzen aus dem Fahrzeugrahmen, damit diese aus dem Motorraum nicht in die Fahrgastzelle gelangen. Sie bestehen meist aus Silikon und gewährleisten konstante Dämpfungseigenschaften in weiten Temperaturbereichen.

## Industriegeräte und -maschinen
In der Industrie werden Vibrationsdämpfer hauptsächlich eingesetzt, um schwere Maschinen oder Geräte gegen unerwünschte Vibrationen zu schützen, die durch den Betrieb der Maschinen entstehen und die betriebenen Maschinen durch die Vibrationen in ihrer Funktion beeinträchtigen, schädigen oder in extremen Fällen sogar zerstören können.

## Haushaltsgeräte und -maschinen
Bei Haushaltsgeräten und Maschinen dienen Vibrationsdämpfer oder Schwingungsdämpfer vor allem dazu, die durch hohe Rotationsgeschwindigkeiten der Geräte ausgelösten Schwingungen und Resonanzen zu dämpfen. Diese werden z. B. in Standfüße integriert und verhindern so z. B. bei Waschmaschinen und Wäschetrocknern ein Verrutschen der Geräte durch die betriebsseitig erzeugten Schwingungen des Geräts.

## Sportgeräte

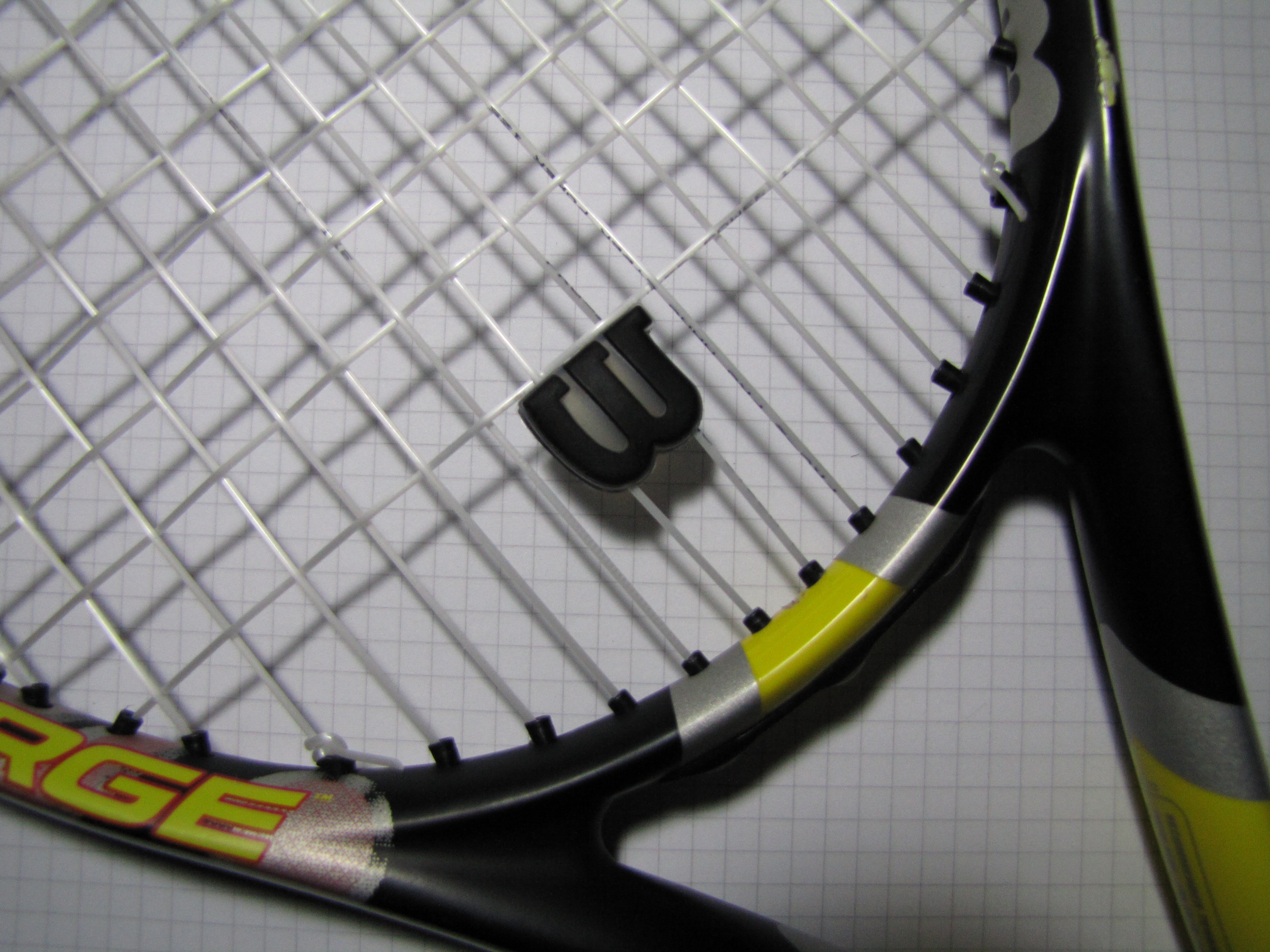
Vibrationsdämpfer in einem Tennisschläger

Bei Sportgeräten, z. B. Squash- oder Tennisschlägern, werden Vibrationsdämpfer an den unteren Seitensträngen befestigt. Es sind zumeist kleine aufklappbare Kautschuk- oder Hartgummielemente. Durch das Benutzen eines Vibrationsdämpfers wird die Schwingung der Saite und somit das Geräusch beim Treffen des Balles stark vermindert. Vibrationsdämpfer dürfen nur unter der untersten Quersaite montiert werden und maximal 3 Saiten berühren.